# ليون-لا-فوريه
ليون-لا-فوريه (بالفرنسية: Lyons-la-Forêt , النطق [liɔs] "الأسود") هي بلدية فرنسية تقع في إقليم أور منطقة نورماندي. وتعد هذه البلدية من «أجمل القرى في فرنسا».

## معرض الصور

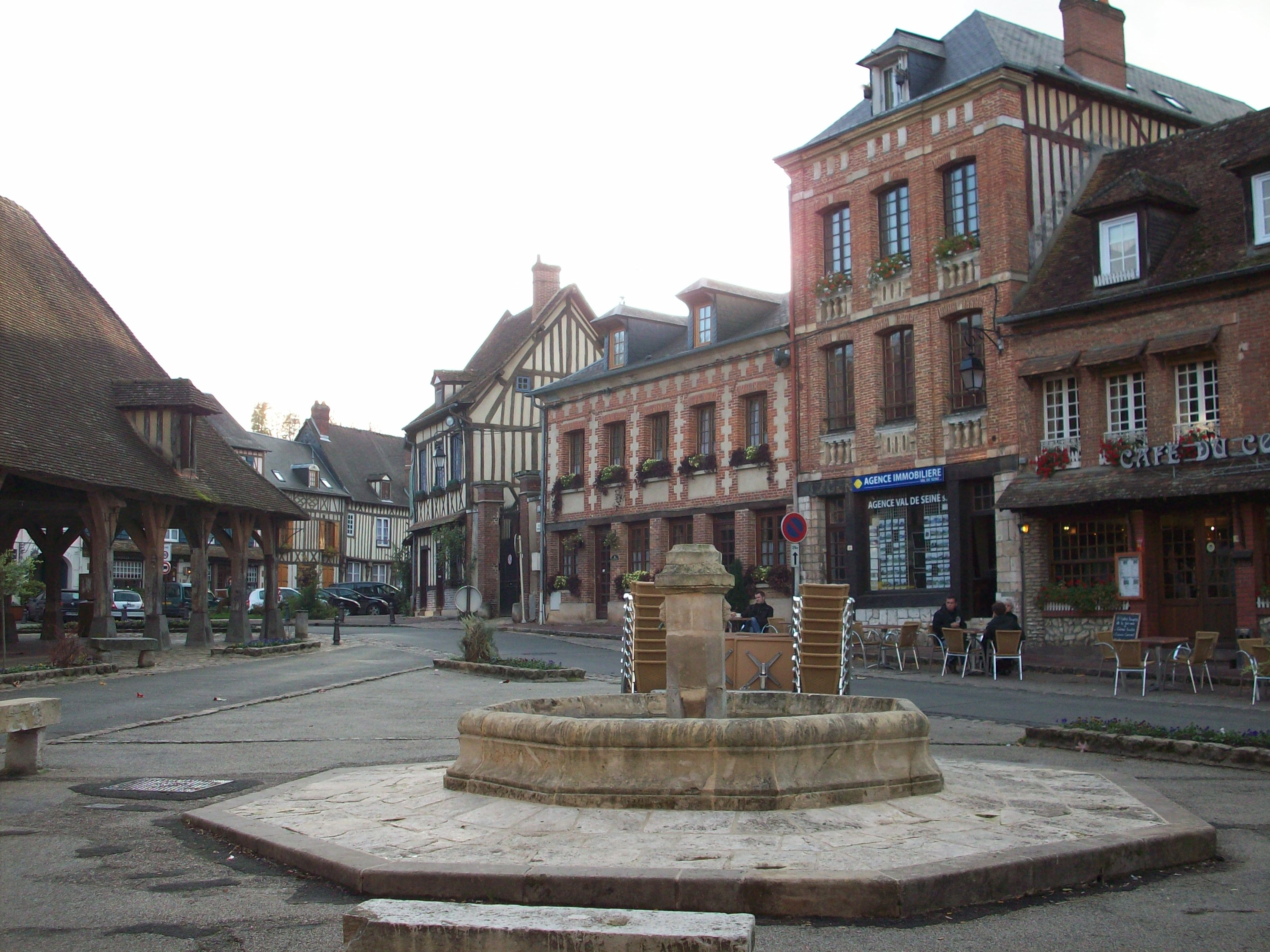
المكان العام
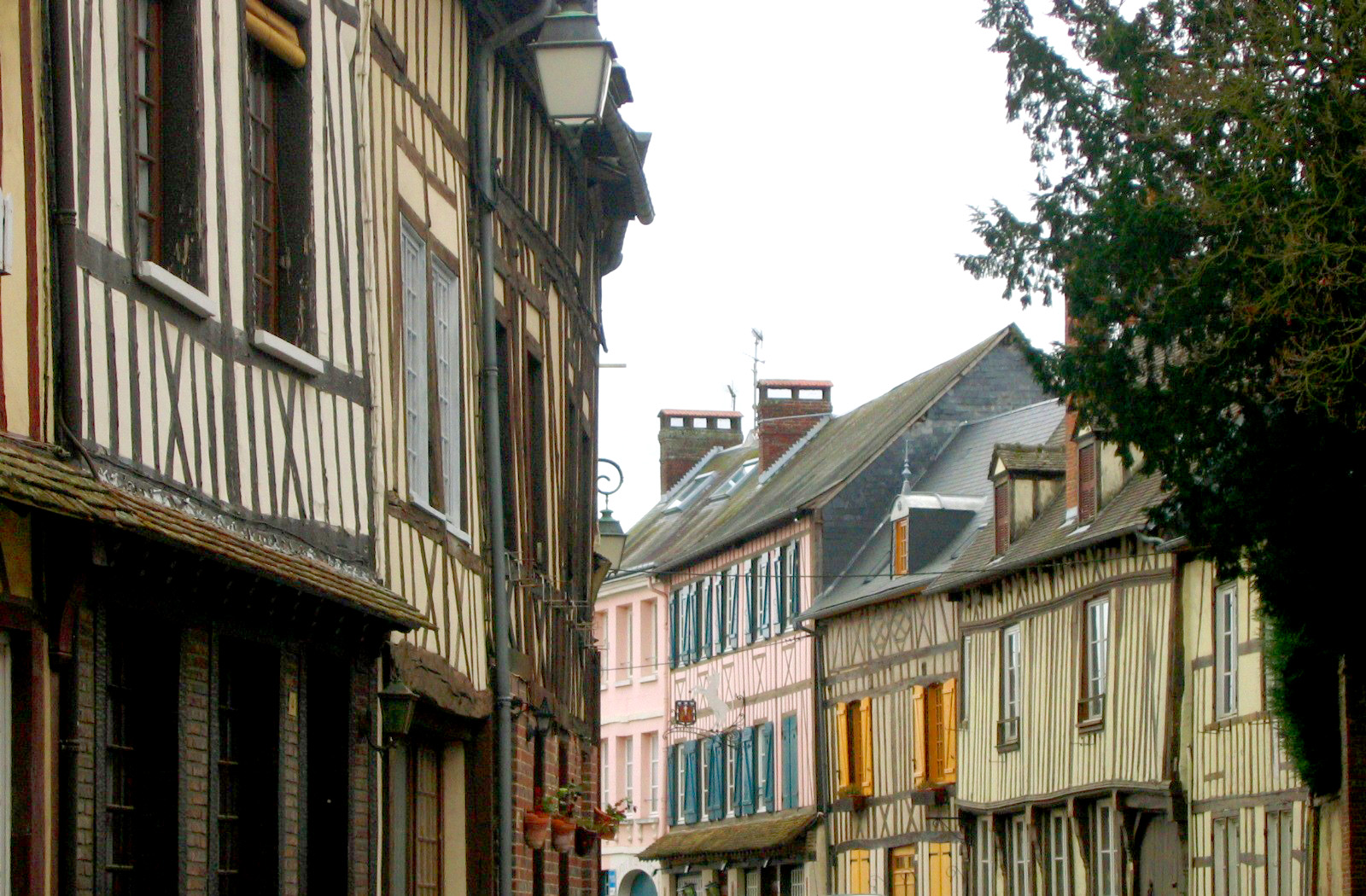
شوارع البلدة
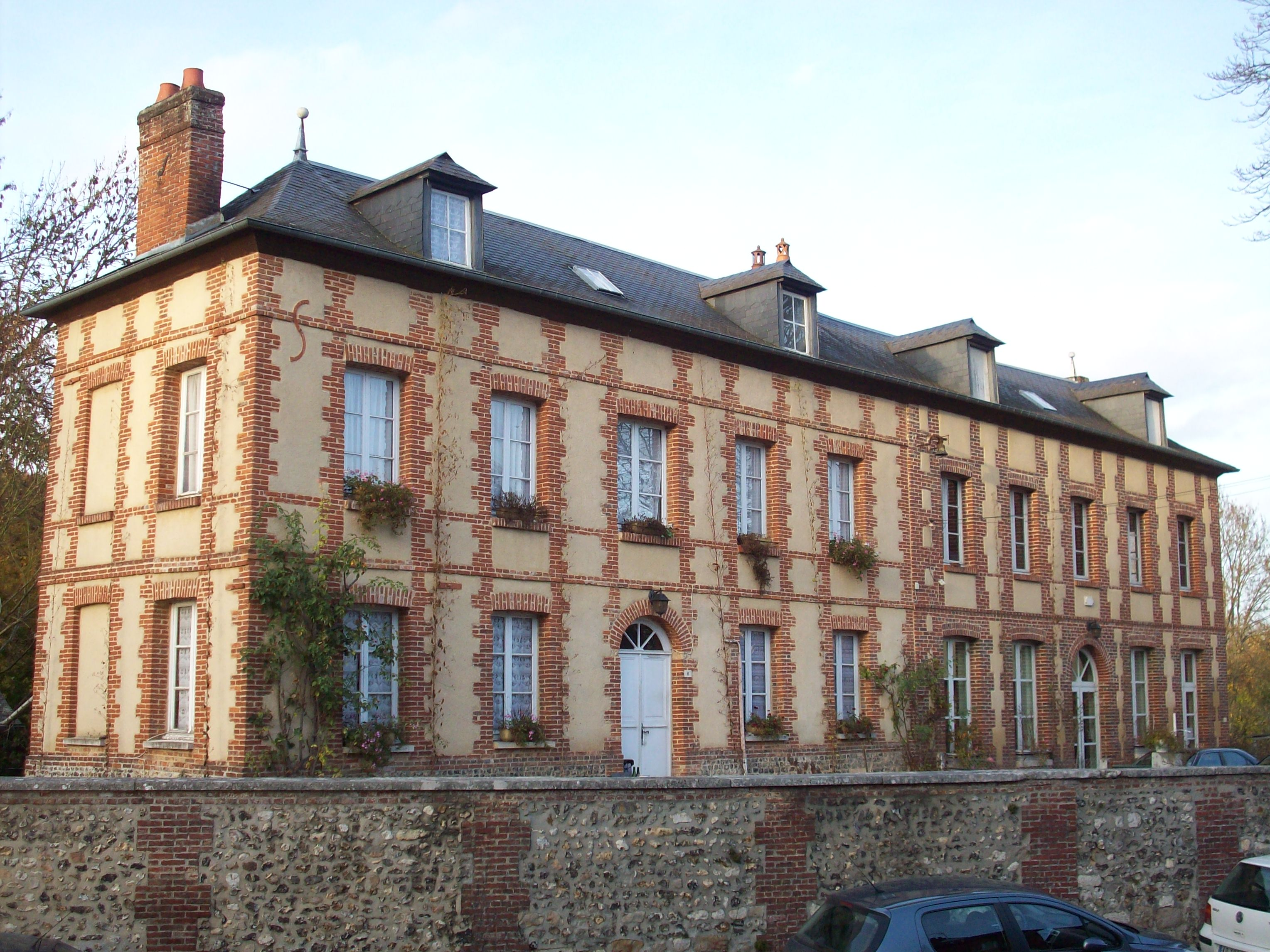
المدرسة القديمة
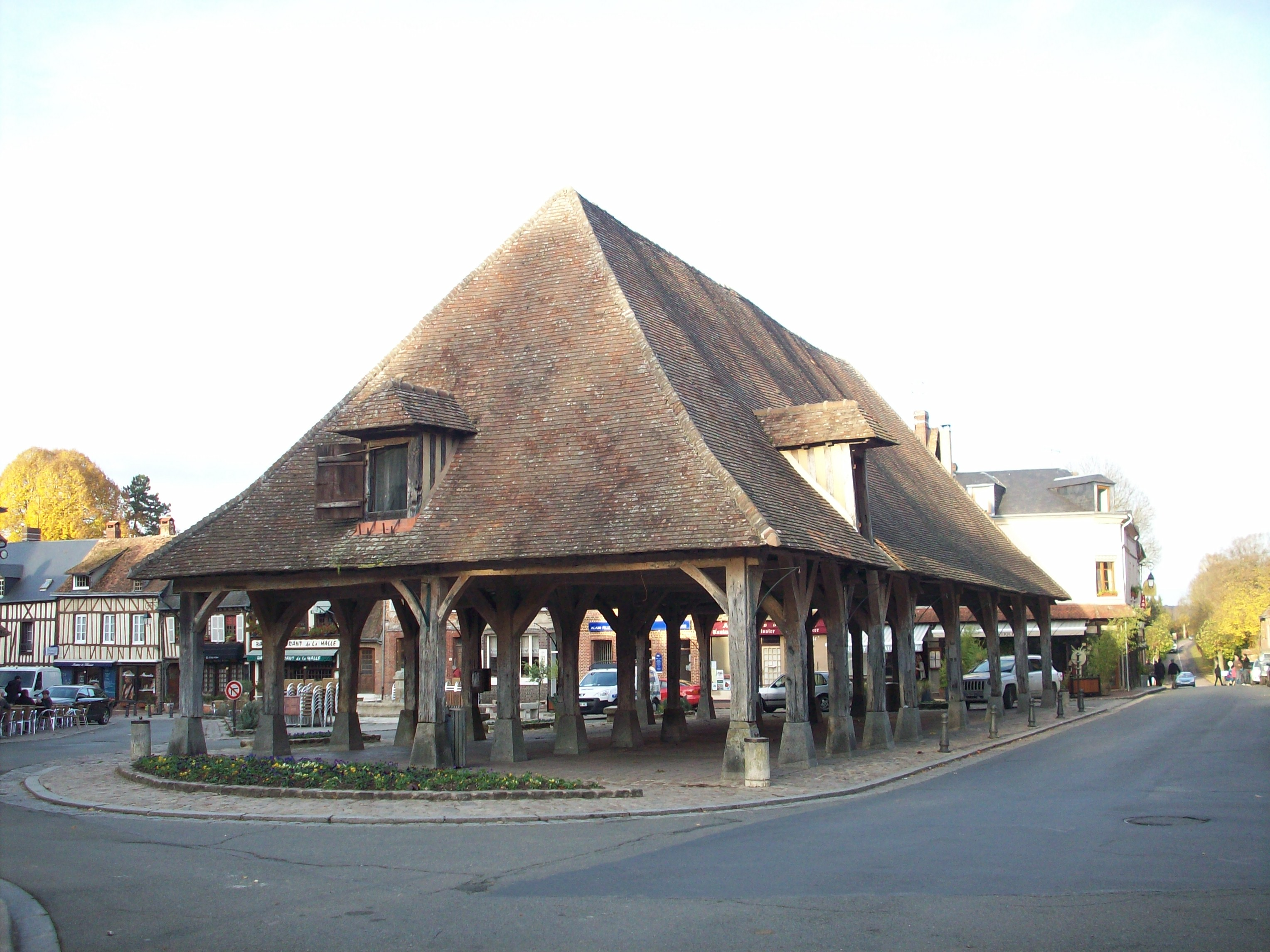
قاعات فرنسية من القرن السابع عشر في وسط بلدة ليون-لا-فوريه

## أعلام
- هنري الأول ملك إنجلترا